# Ingvor
Ingvor är ett nordiskt kvinnonamn sammansatt av gudanamnet Ing och vor som troligen betyder försiktig. Det äldsta belägget i Sverige är från år 1896.
Den 31 december 2014 fanns det totalt 2 134 kvinnor folkbokförda i Sverige med namnet Ingvor, varav 1 137 bar det som tilltalsnamn.
Namnsdag: 10 april

## Personer med namnet Ingvor
- Ingvor Wennberg, svensk revyartist